# Золотое Колено
Золотое Колено — деревня в Маловишерском муниципальном районе Новгородской области.
Деревня расположена на левом берегу реки Мсты, с восточной стороны главного хода Октябрьской железной дороги. На противоположном берегу Мсты расположены деревни Мстинский Мост и Сурики.
В середине 1970-х годах в районе деревни было обнаружено, датируемое VIII—X веками и относящееся к культуре новгородских сопок селище Золотое Колено — один из летописных «градов» новгородских словен. 11 сопок селища Золотое Колено были объявлены Указом Президента Российской Федерации № 176 от 20 февраля 1995 года объектом исторического и культурного наследия федерального значения.

## Население
| 2010 |
| ---- |
| 10   |

## Транспорт
Ближайшая железнодорожная станция расположена в деревне Мстинский Мост, а ближайший остановочный пункт электропоездов — в соседей деревне Городищи, расположенной в 1 км восточнее.